# Кубок європейських чемпіонів ІІХФ 2010—2011
Кубок європейських чемпіонів ІІХФ серед жіночих команд 2010—11 — 7-й розіграш Кубка європейських чемпіонів серед жіночих команд. Перший раунд турніру відбувся 29—31 жовтня 2010 року.

## Формат
16 команд зіграють на першому кваліфікаційному етапі у чотирьох групах з 29 по 31 жовтня 2010 року. Чотири переможці груп першого етапу проходять у другий (півфінальний) етап, в який, згідно з рейтингом своїх попередніх виступів у Кубку європейських чемпіонів уже включені команди СКІФ (Нижній Новгород, Росія), «Ільвес» (Тампере, Фінляндія), ОСК (Берлін, Німеччина) і «Славія» (Прага, Чехія). Ігри другого етапу пройшли з 3 по 5 грудня 2010 року. Фінальний етап, до якого потрапили по дві найкращі команди з груп другого етапа, пройде з 25 по 27 лютого 2011 року. Місце проведення «фіналу чотирьох» ІІХФ визначить після того, як визначиться склад учасників фінального турніру Кубка європейських чемпіонів сезону 2010—11 років.
У сезоні 2010—11 років уперше в історії Кубка європейських чемпіонів взяла участь команда з Польщі — «Полонія» (Битом).

## Перший раунд

### Група A
(Больцано, Італія, 29—31 жовтня 2010)
| Місце | Команда             | Очки |
| ----- | ------------------- | ---- |
| 1     | ХК Лугано           | 0    |
| 2     | Больцано Іглс       | 0    |
| 3     | Слоу Фантомс        | 0    |
| 4     | Вальядолід Пантерас | 0    |

### Група B
(Анкара, Туреччина, 29—31 жовтня 2010)
| Місце | Команда                   | Очки |
| ----- | ------------------------- | ---- |
| 1     | Айсулу Алмати             | 0    |
| 2     | Брюлеурс де Лупс Гренобль | 0    |
| 3     | Терме Марибор             | 0    |
| 4     | Мілленіум Анкара          | 0    |

### Група C
(Рига, Латвія, 29—31 жовтня 2010)
| Місце | Команда        | Очки |
| ----- | -------------- | ---- |
| 1     | Валеренга Осло | 0    |
| 2     | Лайма Рига     | 0    |
| 3     | Херлев Хорнетс | 0    |
| 4     | Полонія Битом  | 0    |

### Група D
(Відень, Австрія, 29—31 жовтня 2010)
| Місце | Команда           | Очки |
| ----- | ----------------- | ---- |
| 1     | Спішська Нова Вес | 0    |
| 2     | В'єнна Сейбрз     | 0    |
| 3     | Мерилін Будапешт  | 0    |
| 4     | ХК Меркурія-Чук   | 0    |

## Другий раунд

### Група E
(Прага, Чехія, 3—5 грудня 2010)
| Місце | Команда              | Очки |
| ----- | -------------------- | ---- |
| 1     | СКІФ Нижній Новгород | 0    |
| 2     | Славія Прага         | 0    |
| 3     | переможець групи A   | 0    |
| 4     | переможець групи D   | 0    |

### Група F
(Тампере, Фінляндія, 3—5 грудня 2011)
| Місце | Команда            | Очки |
| ----- | ------------------ | ---- |
| 1     | Ільвес Тампере     | 0    |
| 2     | ОСК Берлін         | 0    |
| 3     | переможець групи D | 0    |
| 4     | переможець групи C | 0    |

## Фінальний турнір
(25—27 лютого 2011)
Місце проведення «фіналу чотирьох» ІІХФ визначить після того, як визначиться склад учасників фінального турніру Кубка європейських чемпіонів сезону 2010—11 років.